# プラパトムチェーディー国立博物館
プラパトムチェーディー国立博物館 (タイ語: พิพิธภัณฑสถานแห่งชาติ พระปฐมเจดีย์、英語:Phra Pathom Chedi National Museum) はタイ王国ナコーンパトム県にある国立博物館。博物館では主にワット・プラパトムチェーディーの周辺で発掘されたドヴァーラヴァティー王国時代の考古学遺物を中心にした展示がなされている。

## 概要
プラパトムチェーディーにおける考古学遺物収集、保存は、ラーマ5世の命により当時内務省大臣のダムロンラーチャーヌパープ親王が、ナコーンチャイシー省（モントン）（現ナコーンパトム県を含む）省知事チャオプラヤー・シーウィチャイチャニモンに収集計画の実施を命じたことに始まる。省知事はさらに、ルワン・プッタガセートラーヌラックとルワン・チャヤラートラクサーを責任者に任じた。当初、収集遺物はプラパトムチェーディー脇のベランダに保存されていたが、その後1911年に布薩堂向かいの仏殿内に移動し、『プラパトムチェーディー博物館』と呼ばれるようになったが、当時はまだ寺院管理の博物館であった。1934年、芸術局に移管され、国立博物館となった。1967年には展示スペースの拡張するために現在の博物館の建物が建設された。

## 所在地
ナコーンパトム県 ムアンナコーンパトム郡 タムボン・プラパトムチェーディー クワープラ通り 
(ถนนขวาพระ ต.พระปฐมเจดีย์ อ.เมือง จ.นครปฐม）
プラパトムチェーディーの南東すぐ。

## 開館
- 開館時間: 09:00-12:00、13:00‐16:00
- 閉館日:月、火、祝日
- ミュージアムツアー有